# Mitzi Green

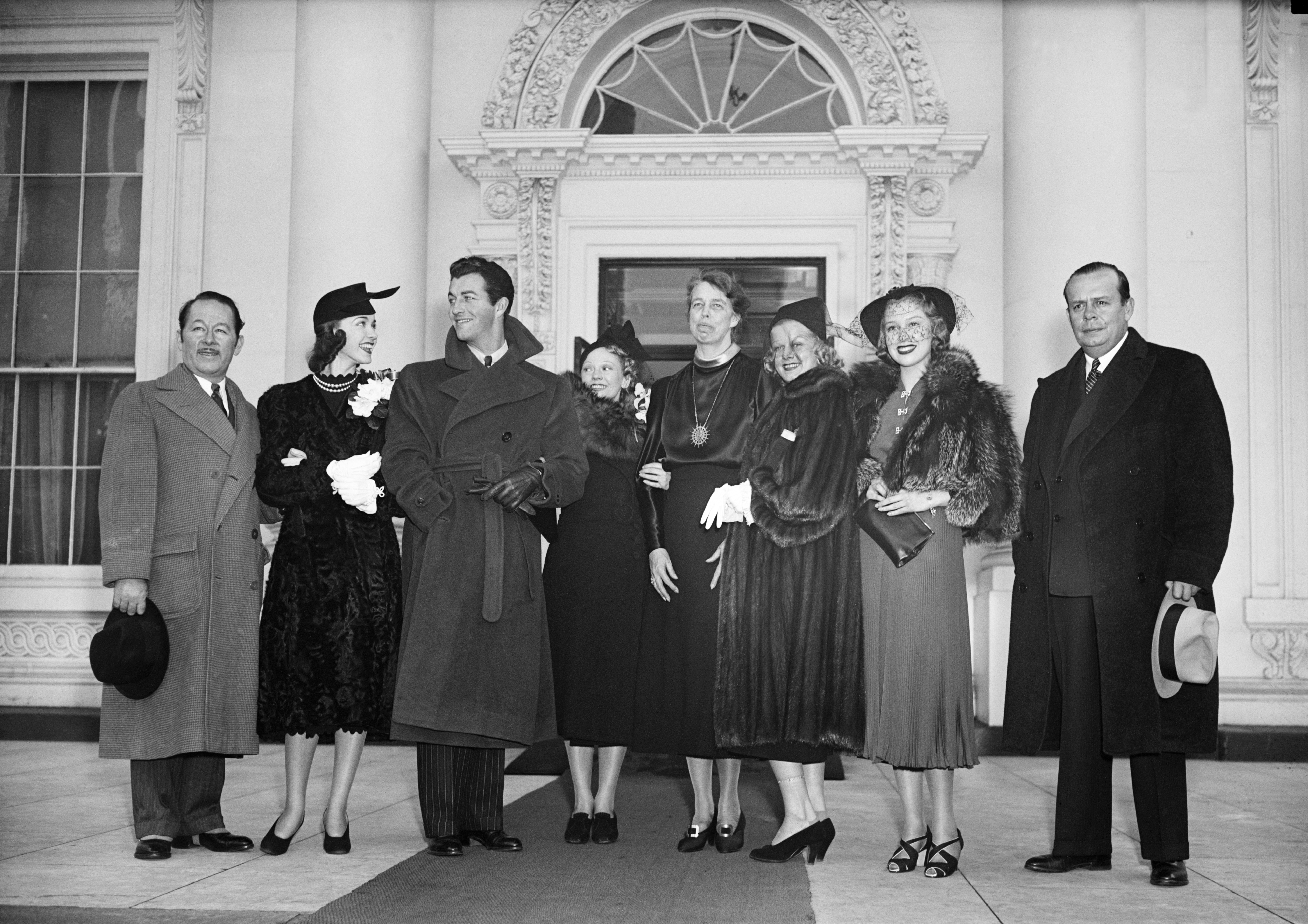
Mitzi Green (zweite von rechts) bei einem Geburtstags-Ball im Weißen Haus, in der Mitte First Lady Eleanor Roosevelt (1937)

Mitzi Green (* 22. Oktober 1920 in der Bronx, New York, als Elizabeth Keno; † 24. Mai 1969 in Huntington Beach, Kalifornien) war eine US-amerikanische Schauspielerin und Sängerin.

## Leben und Karriere
Mitzi Green wurde unter dem Namen Elizabeth Keno in eine Schauspielfamilie geboren. Bereits im Alter von drei Jahren stand sie erstmals auf Vaudeville-Bühnen; weitere Auftritte während ihrer Kindheit folgten. Mit Beginn des Tonfilmes suchte die Paramount Pictures spracherfahrene Kinderschauspieler und nahm daher Green im Jahre 1929 für mehrere Filme unter Vertrag. In den Mark-Twain-Verfilmungen Tom Sawyer (1930) und Huckleberry Finn (1931) spielte sie neben Jackie Coogan die Rolle der von Tom umworbenen Becky Thatcher. Im Jahre 1931 übernahm sie eine größere Rolle in Norman Taurogs Kinderfilm Skippy, welcher eine Oscar-Nominierung als Bester Film erhielt. In einigen Filmen wie Girl Crazy (1932) bewies sich der Kinderstar ebenfalls als talentierte Sängerin. Beliebt waren auch ihre Imitationen von erwachsenen Hollywood-Stars wie Greta Garbo.
Mit Beginn der Pubertät war Mitzi Greens Karriere in Hollywood vorerst beendet, doch konnte sie sich mit Erfolg dem Broadway zuwenden. 1937 spielte sie die Hauptrolle in der Uraufführung des berühmten Rodgers-Hart-Musicals Babes in Arms. In diesem Musical sang sie auch die Erstinterpretation der Gershwin-Songs My Funny Valentine und The Lady Is a Tramp. Es folgten weitere Auftritte am Broadway, die Green zu einer beliebten Musical-Darstellerin machten. 1942 heiratete sie den Filmemacher Joseph Pevney, sie bekamen vier Kinder und blieben bis zu ihrem Tod verheiratet. Für ihre Familie zog sich Green weitgehend aus dem Showgeschäft zurück, machte aber bis in die 1950er-Jahre immer noch gelegentliche Ausflüge zur Schauspielerei: So verkörperte sie eine größere Rolle im Abbott-und-Costello-Film Lost in Alaska (1951) und übernahm eine Hauptrolle in der kurzlebigen Sitcom So This Is Hollywood (1955).
Mitzi Green verstarb 1969 im Alter von nur 48 Jahren an einer Krebserkrankung. Für ihre Filmarbeit bekam sie einen Stern auf dem Hollywood Walk of Fame.

## Filmografie (Auswahl)
- 1929: The Marriage Playground
- 1930: Tom Sawyer
- 1930: Paramount-Parade (Paramount on Parade)
- 1931: Juwelenraub in Hollywood (The Stolen Jools)
- 1931: Huckleberry Finn
- 1931: Skippy
- 1932: Girl Crazy
- 1932: Little Orphan Annie
- 1934: Transatlantic Merry-Go-Round
- 1940: Land der Gottlosen (Santa Fe Trail)
- 1952: Bloodhounds of Broadway
- 1952: Abbott und Costello – Lost in Alaska
- 1955: So This Is Hollywood (Fernsehserie, 24 Folgen)